# Heckenausdruck
Ein Heckenausdruck (auch sprachliche Hecke, Übersetzung aus dem englischen „hedge“) ist eine gewöhnlich adverbiale oder adjektivische Sprachwendung, mit der der Sprecher eine Aussage darüber macht, in welchem Maße er bestimmte Dinge einer Kategorie zuordnet.

## Bezeichnung
Der Terminus wurde von dem amerikanischen Sprachwissenschaftler George Lakoff in die Linguistik eingeführt. Die Wahl dieses Ausdrucks wird nicht auf die Grundbedeutung (Denotation) des englischen Substantivs „hedge“ (Hecke), sondern auf das zugehörige Verb „to hedge“ im Sinne von „sich absichern, ausweichen, Ausflüchte machen“ zurückgeführt: Wer einen Heckenausdruck benutzt, sichert seine Kategorisierung ab, indem er eine relativierende, abschwächende oder einschränkende Formulierung wählt.

## Begriffsbestimmung
Der Satz „X ist Y par excellence“ bezeichnet X als einen typischen Vertreter (Prototyp) der Kategorie Y, während die Redewendung „X ist eine Art Y“ einen peripheren  Vertreter der Kategorie Y ausweist:

„Der Spatz ist ein Vogel par excellence“ vs. 

„Der Pinguin ist eine Art Vogel“

Zoologisch gibt es eine eindeutige Kategorisierung: Sowohl der Spatz als auch der Pinguin zählen zu den Vögeln. Die Aussagen „Der Spatz ist ein Vogel“ und „Der Pinguin ist ein Vogel“ sind also beide wahr. Die allgemeinsprachliche Kategorisierung folgt aber nicht so eindeutigen Regeln, sondern eher den Regeln einer Fuzzy Logic: Manche Vertreter einer Kategorie erfüllen die allgemein akzeptierten Kernmerkmale der Kategorie, andere liegen eher am Rande. Die Kategorisierung wird damit graduell: Ein Spatz ist zum Wert 1,0 ein Vogel, denn er entspricht prototypisch dem, was man sich unter einem Vogel vorstellt. Mit Lakoff: Er weist einen hohen Grad an „birdiness“ (etwa: Vogeligkeit) auf, denn er fliegt, hat Federn, ist relativ klein. Ein Pinguin ist nur zu einem geringeren Wert ein Vogel, weil ihm diese allgemein akzeptierten Merkmale teilweise fehlen. Heckenausdrücke wie (Ein Pinguin ist) „eigentlich“ (ein Vogel) oder „eine Art“ (Vogel) drücken diese graduelle Kategorisierung sprachlich aus. Damit verändern sich auch die Wahrheitswerte: „Ein Spatz ist eine Art Vogel“ wird von Probanden tendenziell als falsch bewertet, weil sie einen Spatz nicht nur als „eine Art Vogel“ verstehen, sondern in ihm vielmehr einen typischen Vertreter der Kategorie „Vogel“ sehen. Dagegen würde der Satz „Ein Pinguin ist eine Art Vogel“ allgemein als wahr bewertet.
Bezogen auf eine Sprache und den zugehörigen Kulturraum lässt sich statistisch erheben, in welchem Maße Kategorisierungen möglich und sinnvoll sind. So wäre es unangebracht, im Deutschen zu sagen „Die Eiche ist im weitesten Sinne ein Laubbaum“, da die Eiche in Deutschland als typischer Laubbaum gilt.
Heckenausdrücke widersprechen also prinzipiell wegen ihrer Mehrdeutigkeit den Konversationsmaximen, da die Aussagen jeweils relativ zu einem spezifischen kulturellen Hintergrund zu betrachten sind.

## Beispiele
- typisch
- seltsam
- im strikten/engeren/weiteren Sinne
- Zoologisch gesehen ist ein Pinguin ein Vogel
- Eigentlich ist ein Wal ein Säugetier
- Streng genommen ist Rhabarber ein Gemüse

## Belege
1. ↑  Anna Molnár: Heckenausdruck. In: Stefan J. Schierholz, Pál Uzonyi: Grammatik. 1. Formenlehre. Ein Lern- und Konsultationswörterbuch. Mit einer systematischen Einführung und englischen Übersetzungen. De Gruyter, Berlin 2022, S. 349.
2. ↑  George Lakoff: Hedges. A Study in Meaning Criteria and the Logic of Fuzzy Concepts. In: The Journal of Philosophical Logic, Jg. 2 (1972), S. 458–508.